# سانگ‌یانگ رودیوس
سانگ‌یانگ رودیوس (به انگلیسی: SsangYong Rodius) خودرویی است که توسط شرکت خودرو سازی  سانگ‌یانگ موتور از سال ۲۰۰۴ تا کنون تولید شده‌است.در برخی از مناطق این خودرو را با نام stavic نیز می شناسند. این خودرو یک مینی ون (MPV) است.
این مینی ون کوچک با داشتن فضایی برای 5 الی 7 نفر قابل دسترس است و با وجود قابلیت جمع شدن صندلی ها به شما امکان داشتن فضای بار و سرنشینان بیشتری می دهد.
این خودرو در کلاس مینی‌ون قرار گرفته‌است.

## امکانات
| تجهیزات و امکانات | |
| ترمز و پایداری    | ABS - ESP - EBD - ARP |
| کیسه هوا          | کیسه هوا برای سرنشینان جلو |
| سیستم صوتی        | سیستم صوتی با قابلیت پخش CD و مجهز به 6 بلندگو - بلوتوث - نویگیشن به صورت سفارشی |
| دیگر تجهیزات      | گیربکس 5 سرعته دستی - انتقال نیرو به چهار چرخ (4WD) - دارای استاندارد آلایندگی یورو 4 - کروز کنترل - روکش چرمی صندلی‌ها - آینه‌های جانبی برقی - سنسور پارک - سانروف - سیستم ورود بدون کلید Keyless Entry - سنسور باران - روشن و خاموش شدن خودکار چراغ‌ها (سنسور نور) - گرمکن صندلی‌های جلو |